# Julie Blaise
Pour les articles homonymes, voir Blaise.
Julie Blaise est une nageuse française née le 8 novembre 1975 à Antibes.
Elle est membre de l'équipe de France aux Jeux olympiques d'été de 1992, prenant part aux séries du 50 mètres nage libre, du relais 4x100 mètres nage libre et du relais 4x100 mètres quatre nages.
Elle remporte aux Jeux méditerranéens de 1993 la médaille d'or sur 50 mètres nage libre et en relais 4x100 mètres nage libre ainsi que la médaille de bronze sur 100 mètres nage libre.
Elle est championne de France du 100 mètres nage libre à trois reprises (hivers 1993 et 1994, été 1994) et du 50 mètres nage libre à six reprises (hivers 1993, 1994 et 1995, étés 1994 et 1995, et année 1997).
En club, elle a été licenciée au Cercle des Nageurs de Cannes.